# Piotr II de Bourbon
Piotr II de Bourbon (ur. 1 grudnia 1438, zm. 8 października 1503) – czwarty syn Karola I, księcia Burbonii, i Agnieszki Burgundzkiej (córki Jana bez Trwogi), książę Burbonii i Owernii w latach 1488–1503 (po bezpotomnej śmierci swoich dwóch starszych braci: Jana II i Karola II).
W 1472 w Gujennie, w imieniu króla, Piotr wypowiedział wojnę Janowi V, hrabiemu d'Armagnac, i poprowadził armię królewską przeciw Jackowi d'Armagnac, czwartemu księciu Nemours. Piotr zyskał sympatię i szacunek Ludwika XI Walezjusza, króla Francji. Zaręczony początkowo z Marią Orleańską, siostrą Ludwika, księcia Orleanu, zerwał zaręczyny na prośbę króla (który nie chciał dopuścić do przymierza dwóch najznakomitszych rodów Francji) i w 1473 ożenił się z córką królewską, Anną de Beaujeu (a Ludwik, książę Orleanu, ożenił się w tym samym czasie z siostrą Anny). Na znak łaski królewskiej Ludwik XI dał Piotrowi miejsce w Radzie Królewskiej i zmusił jeszcze jego starszego brata, Karola II, aby zrzekł się tytułów i ziem rodzinnych na rzecz Piotra.
Piotr II razem z Karolem Zuchwałym, księciem Burgundii, był członkiem Ligi Dobra Publicznego, ale wycofał się z niej po ślubie z córką króla. W 1477, po egzekucji „zdrajcy” Jacka d'Armagnac, Piotr otrzymał hrabstwo La Marche, należące do zmarłego. Po śmierci Ludwika XI Piotr i jego żona zostali regentami Francji podczas niepełnoletniości małego Karola VIII Walezjusza. Gdy podopieczny osiągnął pełnoletniość i przestał słuchać rad regentów, Piotr opuścił dwór. Był przeciwny zerwaniu zaręczyn króla z Małgorzatą Habsburg i jego ślubowi z Anną Bretońską, czym naraził się Karolowi VIII. Był również przeciwny udziałowi Francji w wojnach włoskich.

## Potomstwo
Z Anną Piotr doczekał się dwojga dzieci:
- Karola de Bourbon (1476–1498), hrabiego Clermont
- Zuzanny de Bourbon (1491–1521), od 1505 żony Karola Bourbon-Montpensier.

Jedyny syn Piotra II, Karol, zmarł jako młody, nieżonaty mężczyzna. Dziedziczką Piotra została więc jego córka, Zuzanna. Piotr planował wydać ją za mąż za Karola IV, księcia Alençon, faworyta Ludwika XII. Kontrakt małżeński podpisano 21 marca 1501 roku w Moulins – a kiedy z formalności została już tylko sama ceremonia ślubna, Piotr zmarł. Zuzanna poślubiła później Karola.